# Babakina
Famille
Genre
Babakina, unique représentant de la famille des Babakinidae, est un genre de nudibranches.

## Liste des espèces
Selon World Register of Marine Species (16 avril 2024) :
- Babakina anadoni (Ortea, 1979)
- Babakina caprinsulensis (M. C. Miller, 1974)
- Babakina festiva (Roller, 1972)
- Babakina indopacifica Gosliner, Gonzalez-Duarte & Cervera, 2007

## Classification
Le nom valide complet (avec auteur) de ce taxon est Babakina Roller, 1973.
Initialement le malacologiste Richard A. Roller (d) (1930-1998) avait choisi en 1972 le nom générique Babaina mais ce nom était déjà occupé. Parallèlement, il a profité de cette rectification pour créer la famille des Babakinidae.
Babakina a pour synonymes :
- Babaina Roller, 1972 (non valide - déjà utilisé)
- Rioselleolis Ortea, 1979

## Publication originale
- (en) Richard A. Roller, « Babakina, new name for Babaina Roller, 1972, preoccupied », The Veliger, États-Unis, vol. 16, no 1,‎ 1973, p. 117-118 (ISSN 0042-3211, lire en ligne, consulté le 16 avril 2024).

- (en) Richard A. Roller, « 3 New Species of Eolid Nudibranchs from the West Coast of North America Gastropoda Opisthobranchia », The Veliger, vol. 14, no 4,‎ 1972, p. 416-423 (ISSN 0042-3211, OCLC 1768969, lire en ligne).